# SN 1999fk
SN 1999fk – supernowa typu Ia odkryta 3 listopada 1999 roku w galaktyce A022853+0116. W momencie odkrycia miała maksymalną jasność 24,30m.